# 佛罗里达大学
佛羅里達大學（英語：University of Florida，簡稱，也稱作）是一所位於美國佛羅里達州蓋恩斯維爾市的公立研究型大學。佛羅里達大學建校可追溯至1853年，是佛羅里達州的頂尖學府，属于佛罗里达州立大学系统。
佛羅里達大學是美國大學協會會員之一，被卡內基教學促進基金會歸類為第一級研究型大學，被譽為美國公立常春藤之一。佛羅里達大學是全國大學體育協會的成員，隸屬東南聯盟學校之一，該校大學運動隊的吉祥物是一只名叫Albert的短吻鱷（alligator），簡稱，學生以及球隊粉丝習慣性自稱為，而大學運動隊在聯賽中的習慣性稱呼是。

## 历史
佛羅里達大學最初是1851年州政府立法通过，并于1853年在佛羅里達州城市奥卡拉成立的东佛羅里達神学院（East Florida Seminary），这是佛州首个得到州财政支持的高等教育机构。同一时期，来自北卡罗来纳州的教育家、同时担任盖恩斯维尔所在的阿拉楚阿县的州参议员詹姆斯·亨利·罗珀（James Henry Roper）在盖恩斯维尔创立了私立的盖恩斯维尔学院（Gainesville Academy）。其后由于美国内战，东佛罗里达学会于1866年暂时关闭，罗珀向佛州政府作出交易：他将自己的土地和盖恩斯维尔学院转让给政府，作为交换，东佛罗里达神学院迁往盖恩斯维尔。不过，当时东佛罗里达学院的地址处于现今盖恩斯维尔的商业区，和现在大学的地址并不相同。
1884年在佛州莱克城成立了在当时影响很大的佛罗里达农学院（Florida Agricultural College），1902年易名为佛罗里达大学（University of Florida）。
1905年，由亨利·霍兰·巴克曼（Henry Holland Buckman）起草的《巴克曼法案》通过，将现有的几所公立大学合并为佛罗里达州大学（University of the State of Florida），包括：
- 盖恩斯维尔的东佛罗里达神学院
- 莱克城的佛罗里达大学（前佛罗里达农学院）
- 圣彼德斯堡的圣彼德斯堡师范工业学校（St. Petersburg Normal and Industrial School）
- 巴托的南佛罗里达军事学院（South Florida Military College）

同年7月6日，盖恩斯维尔成为这所合并后的大学的新校址，延续至今。1906年9月26日，新学校正式开始上课，最初的学生数为102名，但在其后很长的时间里没有正式招收女生。
1909年，校名被简化为现在的佛罗里达大学（University of Florida）。1911年，短吻鳄被选为学校的吉祥物。一般认为学校的象征性色——橙色和蓝色——来源于东佛罗里达神学院的橙色和黑色以及佛罗里达农学院的蓝色和白色。

## 校园

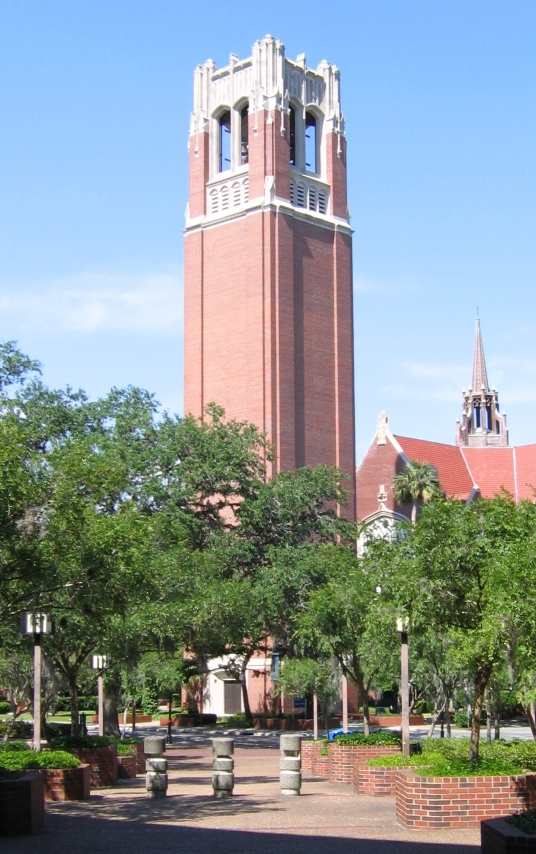
世纪塔（Century Tower）

学生男女比例现为48：52，学生中有24％为研究生，7％为建筑、牙医、法律、药学等专业学位项目。约有7,500名学生住在校内。约有26％的学生为少数族裔，包括7.9％的非洲裔美国人，10.1％的拉丁美裔人，6.5％的亚裔或太平洋岛民。

### 图书馆
佛罗里达大学图书馆是佛州最大的信息资料库。大学一共有九个图书馆，约有四百万册图书杂志，同时也收藏有各种书信原稿、地图、录制的音乐影像等，涵盖几乎所有领域。更多的数字信息可以通过图书馆的网页在网络上浏览到，这些数字信息被称作佛罗里达大学数字收藏（The University of Florida Digital Collections，简称） 。图书馆是最主要的图书馆，为几乎全部的院系提供服务。

### 报社

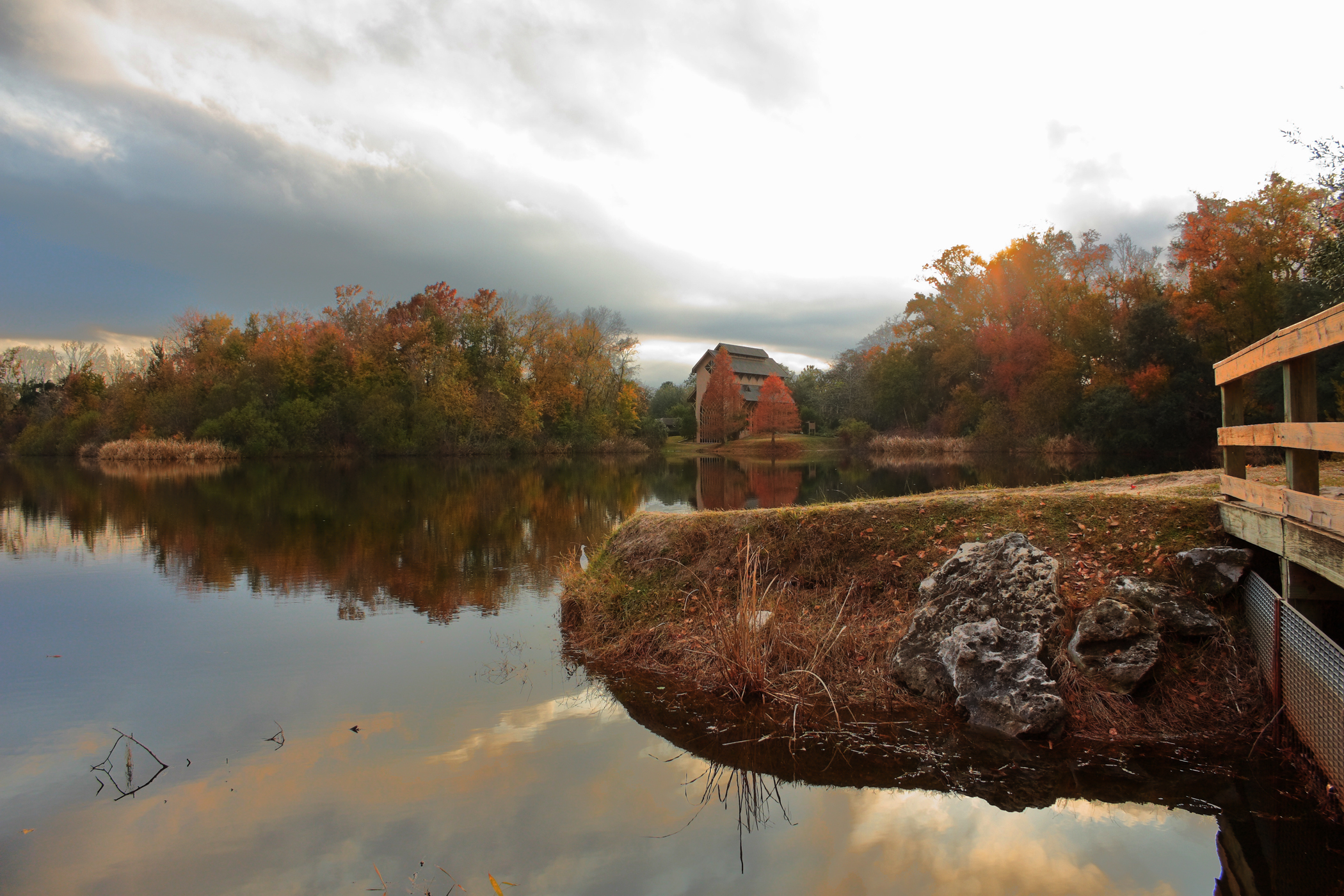
爱丽丝湖（Lake Alice）

佛罗里达大学中最流行的报纸不是盖恩斯维尔地方报社出版的《盖恩斯维尔太阳报》（Gainesville Sun），而是学生自主运营的学生日报《鳄鱼》，全称为，简称。《鳄鱼》是全美国规模最大的学生报纸，日发行量约35,000份，被阅读次数超过53,000次。《鳄鱼》在春季和秋季学期期间周一到周五都会出版，夏季学期期间在周二和周四出版。自从1973年起，《鳄鱼》在经济上和内容上都完全脱离了校方实现了自主独立，目前为非盈利组织“校园通信集团”（Campus Communications Inc）所有，并且只有佛罗里达大学及甘城的另一所社区大学的学生才有权利参与内容编辑。《鳄鱼》在校园和甘城范围内每日免费发放，内容包括校园和盖恩斯维尔当地的一些新闻。正如其名称所言，《鳄鱼》观点追求独立，历史上为此和学校发生过冲突。

## 院系设置
佛罗里达大学包括16个学院，涵盖有超过100个本科生专业，并授予超过200个研究生学位。
- 农业和生命科学学院(College of Agricultural and Life Sciences)
- 商学院（Warrington College of Business）
- 建筑设计与规划学院（College of Design Construction and Planning）
- 教育学院（College of Education）
- 工程学院（College of Engineering）
- 艺术学院（College of Fine Arts）
- 新闻传播学院（College of Journalism and Communications）
- 健康和人类行为学院（College of Health and Human Performance）
- 健康科学中心（J. Hillis Miller Health Science Center）
  - 牙医学院（College of Dentistry）
  - 公共卫生与健康学院（College of Public Health and Health Professions）
  - 医学院（College of Medicine）
  - 护理学院（College of Nursing）
  - 药学院（College of Pharmacy）
  - 兽医学院（College of Veterinary Medicine）
- 佛罗里达大学法学院（Fredric G. Levin College of Law）
- 文理学院（College of Liberal Arts and Sciences）

## 学生录取
佛罗里达大学的录取率逐年呈下降趋势，主要原因便是申请人数的逐年上升和随之而来的竞争逐渐激烈。对于2007年本科申请者而言，被录取者的SAT成绩中间值在1280-1450之间，而ACT成绩中间值在26-31之间。同时最近三年来学校方面为提升招生质量，一直在抬高录取的门槛，限制录取新生人数。2008年秋季学期本科录取率只有36.92%，是佛州所有公立大学历史上录取率最低的一次。
对研究生院申请者而言，佛罗里达大学官方声明中的申请者需具备四项基本条件为：
- 原先大学的本科学位
- 至少3.00的GPA
- GRE成绩1200分以上，或GMAT605分以上，或FE考试通过
- 对非美国或波多黎各申请者，可被接受的TOEFL或其他同等语言考试成绩，以及可被接受的GRE中的verbal单项成绩，其中可被接受的语言考试成绩包括：IELTS6.5分以上，MELAB（英语：MELAB）77分以上，TOEFL机考（computer based）213分以上或网考（Internet based）90以上或笔考（paper based）580以上

## 学术研究
佛罗里达大学作为佛州最大的大学和全美最大的研究型大学之一，每年为佛州经济贡献近60亿美元，并创造近七万五千个工作职位。2005年佛罗里达大学获得研究专利的数量在全美所有私立和公立大学中排第七位。佛罗里达大学共获得研究资金五亿八千三百万美元，其金额超过佛州所有其他大学的总和。
2002年起，佛罗里达大学与其他六所大学共同获得美国国家航空航天局一千五百万美元的研究经费，对一系列太空领域的科研项目展开研究，其中包括以探索重力波為主的LIGO和NASA的LISA计划；此外，搜索暗物質的ADMX實驗計畫最早也是由該校物理學系的教授所推動。佛罗里达大学还和西班牙相关组织合作，在加那利群岛建造世界上最大的望远镜，总经费九千三百万美元。
而位在塔拉哈西的國家強磁場實驗室（MagLab）擁有全世界最強的磁場實驗裝置，佛羅里達大學也是推動創設的合作學校之一。

## 排名
2023年美國新聞與世界報道大學排名將其並列為全美公立大學第6名及全球大學第98名。該大學在2021-2022世界大學排名（CWUR）中名列第86名、2020-2021世界大學學术排名中名列第88名。

## 校友
佛罗里达大学当前校友数量超过320,000名，其中包括2位诺贝尔奖得主，8位参议院议员，35位众议院议员，10位州长以及多位外交大使。

## 体育

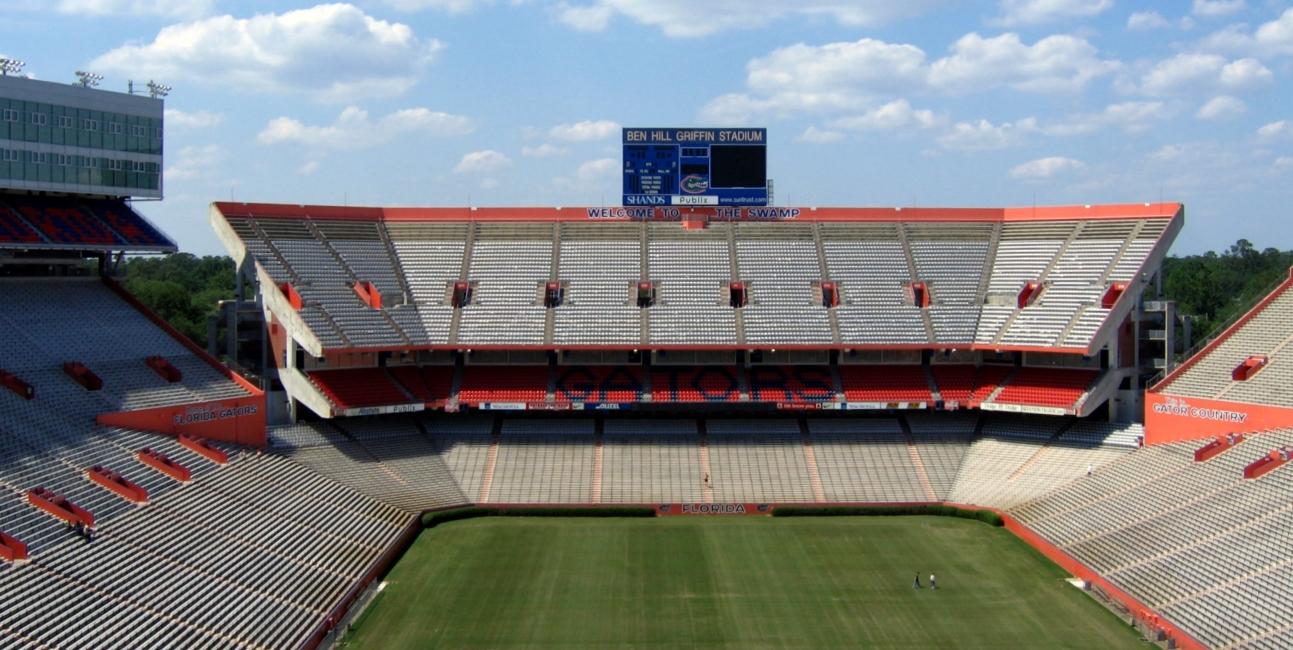
本·希尔·格里芬体育场（Ben Hill Griffin Stadium）

佛罗里达大学为学生运动提供了为数众多的户外场地，同时还有为室内运动建造的几个体育馆：。校园附近遍布自然的河流湖泊，包括归佛罗里达大学所有的湖。
学校的运动队是NCAA传统强队，被称作为佛罗里达短吻鳄（Florida Gators），属于NCAA Division I。大学各项运动中尤以美式足球，篮球和田径著称。大学美式足球队从1906年起开始参加比赛，主场称作本·希尔·格里芬体育场（Ben Hill Griffin Stadium），通常被戏称为短吻鳄的“沼泽地”(The Swamp)。佛罗里达大学美式足球队曾获得1996年，2006年和2008全美大学橄榄球联赛冠军。
佛罗里达大学篮球队成立于1915年，主場為史蒂芬·西·奥康纳体育中心2006/2007/2025贏得全美大學男子籃球冠軍。佛罗里达大学田径队于1932年成立，1933年起开始参加NCAA东南赛区，一共获得21次东南赛区冠军。